# هيكارو

هيكارو

هيكارو هي شخصية في أنيمي جريندايزر. وهي فتاة رقيقة وطيبة وتحب الخير للجميع كما تحبه لنفسها. هي ابنة العجوز دامبي والأخت الكبرى لجور وتساعد أباها في أعمال مزرعته الواقع قرب مركز أبحاث الفضاء أحبت دايسكي. حاربت مع جريندايزر في الثلث الأخير من حلقات الأنمي بواسطة السلاح الملاحي الذي صنعه الدكتور أمون والذي يمكن جريندايزر من الغوص تحت الماء.

## انظرأيضا
- غريندايزر
- دايسكي
- ماريا
- كوجي